# Wie man dem toten Hasen die Bilder erklärt
Wie man dem toten Hasen die Bilder erklärt war eine Aktion des Künstlers Joseph Beuys am 26. November 1965.

## Ablauf
Zu Beginn der Aktion in der Galerie Schmela in Düsseldorf versperrte Beuys die Tür von innen und ließ die Besucher draußen. Sie konnten den Vorgang nur durch Fenster beobachten. Seinen Kopf vollständig mit Blattgold, Goldstaub und Honig bedeckt, begann er, dem toten Hasen die Bilder zu erklären: Mit dem Tier auf dem Arm, und offenbar im Zwiegespräch mit ihm, ging er durch die Ausstellung, von Objekt zu Objekt. Erst nach drei Stunden wurde das Publikum in die Räume gelassen. Beuys saß dabei, den Hasen auf dem Arm, mit dem Rücken zum Publikum auf einem Hocker im Eingangsbereich.

## Interpretation und Kontext
Die Aktion gilt als Höhepunkt von Joseph Beuys’ Entwicklung eines erweiterten Kunstbegriffs, die ihren Ausgang bereits in seinen Zeichnungen der 1950er Jahre nahm.
Distanziert und ironisch zelebriert er das Ritual des „Kunst-Erklärens“ durch seine de facto (für das Publikum) schweigende Aktion.
Charakteristisch für Beuys war in dieser Aktion auch die Beziehung zwischen Denken, Sprechen und Gestalten: In seiner letzten Rede Sprechen über Deutschland (1985) betonte er, eigentlich ein Mensch des Wortes zu sein. An anderer Stelle sagt er: „Wenn ich spreche (…), versuche ich die Impulse dieser Kraft einzuführen, die aus einem volleren Sprachbegriff fließen, welcher der geistige Begriff der Entwicklung ist.“ (zitiert aus dem Buch von Martin Müller, s. u.). Diese Einbeziehung von Sprache und Reden in die bildnerischen Werke kommt in Wie man dem toten Hasen die Bilder erklärt deutlich zum Ausdruck.
Der Hase ist ein Tier mit jahrhundertealter, umfassender Symbolbedeutung in allen Religionen: In der griechischen Mythologie der Liebesgöttin Aphrodite zugehörig, bei den Römern und Germanen Symbol der Fruchtbarkeit, christliches Symbol für Auferstehung (siehe auch den Artikel Hase in der Kunst). Er wird bei Beuys zu einem vielschichtigen und Interpretationsspielräume öffnenden Bestandteil der Performance. Indem Beuys mit dem toten Hasen die eigentliche lebendige Symbolbedeutung konterkariert, kann dieser beispielsweise als Symbol für Wiedergeburt aufgefasst werden. Diese Interpretation wird auch unterstützt durch die „Maske“, die Beuys während seiner Performance trägt: Gold als altes Symbol für Reinheit, Weisheit und die Kraft der Sonne, Honig als germanisches oder indisches Mittel für Regeneration und Wiederbelebung.

„Für mich ist der Hase das Symbol für die Inkarnation, Denn der Hase macht das ganz real, was der Mensch nur in Gedanken kann. Er gräbt sich ein, er gräbt sich einen Bau. Er inkarniert sich in die Erde, und das allein ist wichtig. So kommt er bei mir vor. Mit Honig auf dem Kopf tue ich natürlich etwas, was mit denken zu tun hat. Die menschliche Fähigkeit ist, nicht Honig abzugeben, sondern zu denken, Ideen abzugeben. Dadurch wird der Todescharakter des Gedankens wieder lebendig gemacht. Denn Honig ist zweifellos eine lebendige Substanz. Der menschliche Gedanke kann auch lebendig sein. Er kann aber auch intellektualisierend tödlich sein, auch tot bleiben, sich todbringend äußern etwa im politischen Bereich oder der Pädagogik.“

Ebenso kann die Beziehung Mensch – Hase betrachtet werden: „So vermute ich, dass eher der tote Hase die Bedeutung der Kunst begreift, als der sogenannte gesunde Menschenverstand. Der menschliche Betrachter zeigt sich ohne jedes Verständnis, da er schon immer alles verstanden hat, noch bevor er überhaupt richtig hingeschaut hat, d. h. im Wettlauf mit dem Hasen gefällt er sich in der Rolle des Igels.“ (Marcel Chromik).
Mit dem Dadaismus hatten die Aktionen der Fluxusbewegung die Vergänglichkeit und Zufälligkeit gemein, neu war die Einbeziehung von alltäglichen Handlungen, der Person des Künstlers oder des Künstlerkollektivs in das Kunstwerk als solches.
Die Performance gilt als ein Schlüsselwerk von Beuys. Sie wurde 2005 von Marina Abramović im Solomon R. Guggenheim Museum, New York, noch einmal nachgestellt, um auf ihre Aktualität auch für die zeitgenössische Kunst aufmerksam zu machen. Christoph Schlingensief, der sich über viele Jahre intensiv mit dem Werk von Beuys auseinandersetzte, integrierte die Performance in stark abgewandelter Form in seine Theaterstücke Atta Atta (2003) und Attabambi-Pornoland (2004).